# Conocerás al hombre de tus sueños
Conocerás al hombre de tus sueños (en inglés You Will Meet a Tall Dark Stranger) es una película escrita y dirigida por Woody Allen, estrenada en 2010. Entre los actores de su reparto se encuentran figuras como Naomi Watts, Anthony Hopkins y Antonio Banderas.

## Argumento
Tras divorciarse de Helena (Gemma Jones), el maduro Alfie (Anthony Hopkins) se casa repentinamente con Charmaine (Lucy Punch), una espectacular joven que Alfie conoce cuando esta ejercía la prostitución. Helena, por su parte, comienza a visitar a Cristal (Pauline Collins), una adivina que empieza a dirigir su vida sin reparo alguno. Su hija Sally (Naomi Watts) lo tolera porque ve que eso consuela a su madre del mazazo que había sufrido debido al divorcio. Por su parte, ella también tiene problemas maritales con su esposo Roy (Josh Brolin), un licenciado en medicina que escribió hace años un libro de éxito y que no ha vuelto a escribir nada digno, pero en la actualidad espera con mucha ansiedad la respuesta de su editor respecto a su última obra, que le traería el reconocimiento y el alivio económico que la pareja, y en especial él, necesitan. 
Tras emplearse en una prestigiosa galería, Sally considera la posibilidad de tener una relación sentimental con su jefe Greg (Antonio Banderas), un atractivo hispano que también tiene problemas conyugales, pero no llega a suceder nada. Para abrir su propia galería, le pide a su madre un préstamo. Por su parte, Roy se enloquece por Día (Freida Pinto), una bella musicóloga de origen subcontinental a la cual ve interpretar a diario la guitarra desde la ventana de su apartamento, mientras él intenta escribir sin ningún éxito. Pese a encajar el rechazo inapelable de su editor, al saber que un amigo que también ha acabado un texto que solo él conoce ha muerto, decide robar el texto y presentarlo como propio, siendo muy bien recibido. Por su parte, tras separarse de Sally, convence a Dia de que rompa su compromiso matrimonial con un diplomático de postín. Todas las historias transcurren en el Londres contemporáneo.
En los proyectos de cada cual ocurren elementos inesperados. En el caso de Roy, el amigo que creía muerto en realidad está en coma, y empieza a dar inquietantes señales de consciencia. En la despedida profesional de Sally, esta quiere saber las posibilidades reales de que su amor platónico por su ya exjefe se conviertan en algo cierto. Pero Greg rechaza la posibilidad de una relación personal, expresándole asimismo que se ha separado y que ahora está saliendo con una artista que ella misma le había presentado. Además, una vez desligada de su antigua trabajo y cuando tiene los planes muy avanzados para a abrir su propia galería, la madre de Sally, que cada vez está más influenciada por Cristal y obsesionada con los elementos paranormales, le niega el préstamo argumentando que "los planetas están alineados". Sally en ese momento estalla, e intenta hacer reaccionar a su madre, contándole, muy alterada, la manipulación que está sufriendo por Cristal. Pero para Helena es demasiado tarde, y ya no cree en las palabras de su hija.
Por su parte, Alfie tiene graves problemas financieros debido a los gastos desmedidos de su esposa Charmaine, que además sostiene relaciones con otro hombre mucho más joven que conoció en el gimnasio. Al darse cuenta de la imposibilidad de conciliar su vida con la de la insatisfecha exprostituta, trata inútilmente de que Helena lo acepte de nuevo. Su relación marital es cada vez peor, y su historia se cierra tras una paliza que le propina el amante de su mujer y la confesión de esta de que está embarazada. Alfie, herido por los golpes de su amante, ofrece una triste imagen cuando, lejos de alegrarse por ello, reacciona con la intención de realizar una prueba de paternidad.
Al final, solo Helena no lamenta sus elecciones. Ha adquirido de Cristal la creencia en la reencarnación, y ve su vida como un episodio de una serie de vidas. Comienza asimismo una relación con un viudo dueño de una librería, que a su vez tiene creencias esotéricas. Tras recibir el nihil obstat de la esposa de aquel, ya difunta y contactada mediante nigromancia, la pareja tiene vía libre para comenzar una relación sentimental.

## Reparto
- Antonio Banderas como Greg.
- Josh Brolin como Roy.
- Anthony Hopkins como Alfie.
- Gemma Jones como Helena Shepridge.
- Freida Pinto como Dia.
- Lucy Punch como Charmaine.
- Naomi Watts como Sally.